# 井原あいあいバス

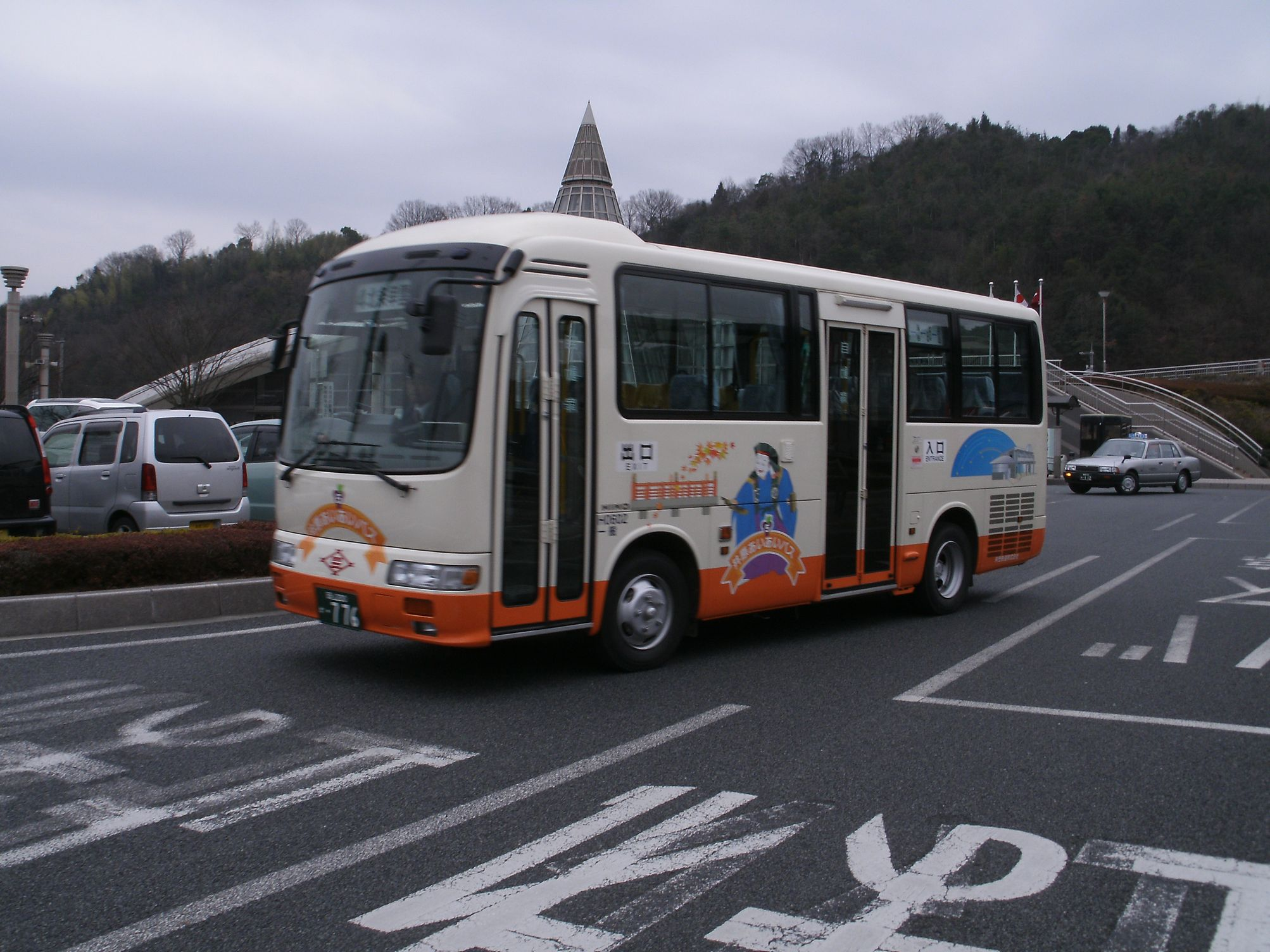
井原あいあいバス 北条早雲線（井原駅前にて）

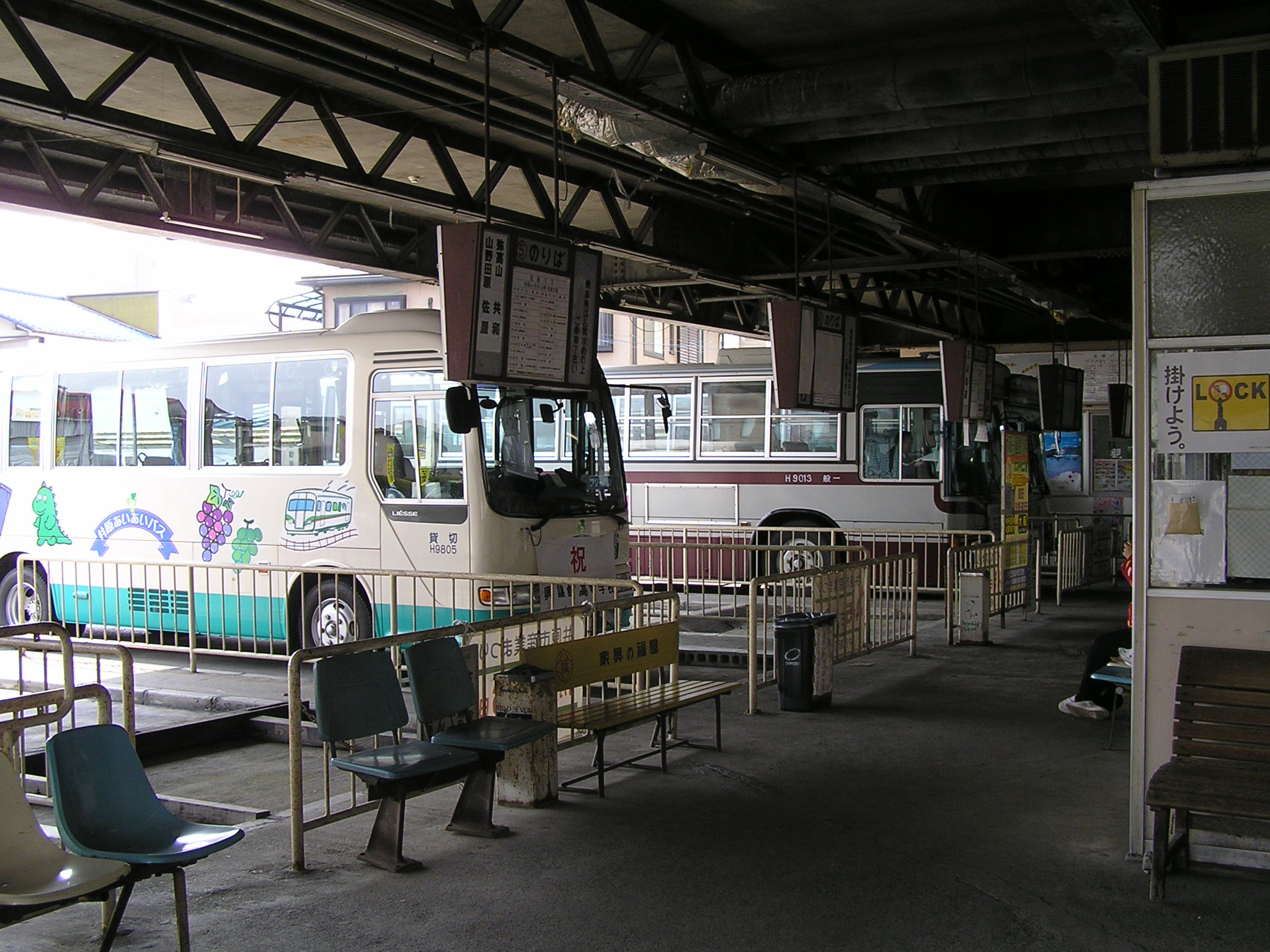
井原バスセンターに停車中のあいあいバス（手前）

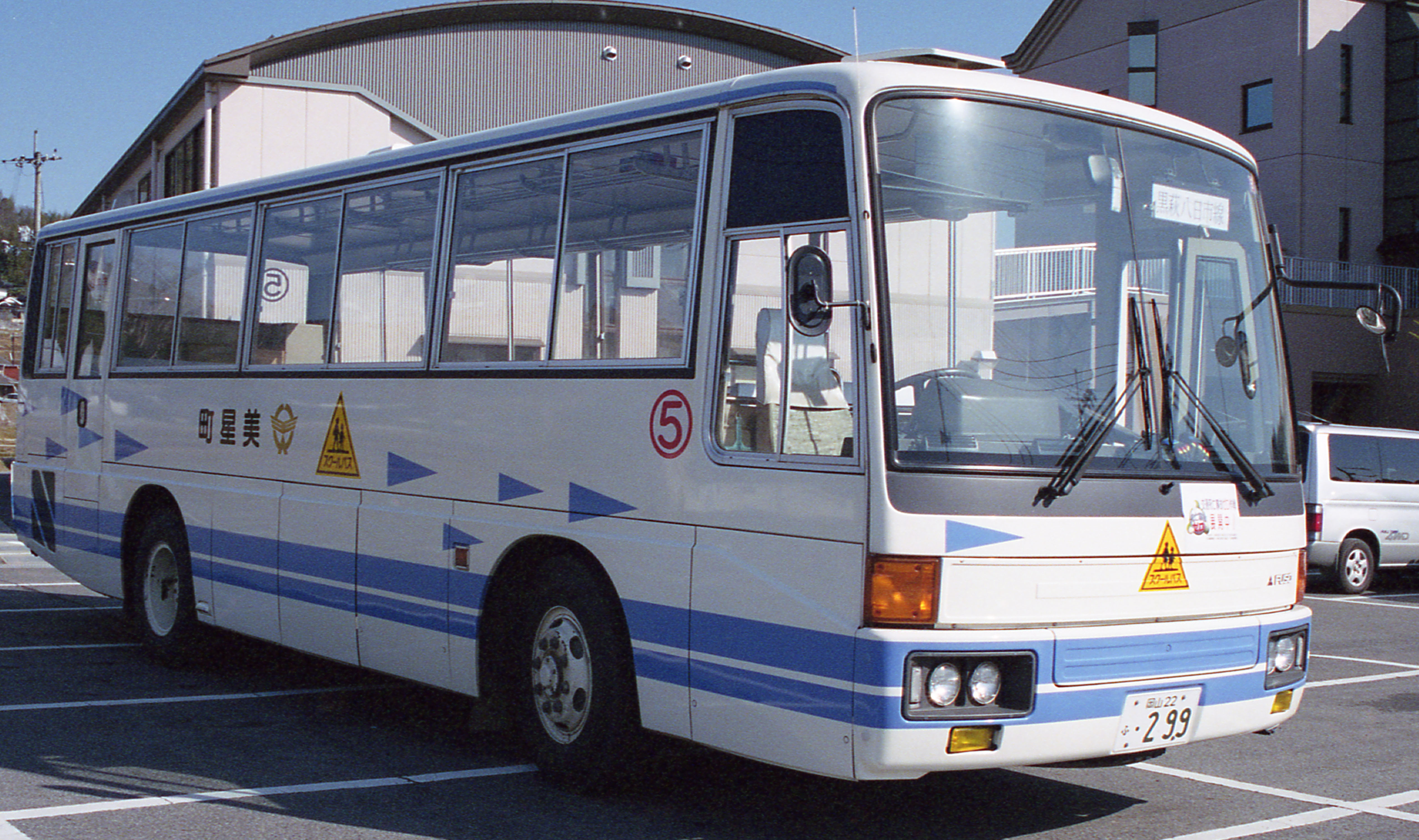
美星町営バスの車両（2000年当時）

井原あいあいバス（いばらあいあいバス）は、岡山県井原市が運行するコミュニティバスである。13路線が運行されている。
本項では、美星町が井原市へ合併される前に運行していた自治体バス、美星町営バス（びせいちょうえいバス）についても記述する。美星町営バスはスクールバスの混乗方式で、合併後に井原あいあいバスの美星地区の路線として継承された。

## 概要
井原地区の7路線の運行は北振バスに委託されている。当初は井笠鉄道に委託されていたが、井笠鉄道の廃業により運行委託事業者が北振バスへ変更された。
芳井地区の阪谷朗廬線以外の2路線と、美星地区の3路線はスクールバスの間合い運用である。
- 料金は大人100円、小学生以下は無料。
- 北振バスへの移管に伴い、井笠鉄道の回数券、岡山県共通バスカード（井笠鉄道発行分）、井笠バス専用バスカード（販売終了）は利用できなくなった。

## 沿革
- 1999年（平成11年）1月1日 - 運行開始。
- 2008年（平成20年）4月1日 - 嫁いらず観音線・馬越恭平線・ぶどうの里線を一部経路変更。阪谷朗廬線を月曜日・水曜日・金曜日のみ運行（祝日は運休）から月曜日・金曜日のみ運行（祝日は運休）に変更。
- 2012年（平成24年）11月1日 - 井笠鉄道の廃業に伴い、この日から井原地区の7路線の委託先事業者が北振バスへ変更されとなる。

## 現行路線
- （停留所名）は一部の便のみ停車。＜停留所名/停留所名＞はどちらかを経由。

### 井原地区
- 井原市街地循環便（旧田中美術館線）
  - 井原駅 → 田中美術館 → 市民病院前 → 井原高入口 → いばらサンサン交流館 → 中央病院前 → 図書館 → JA岡山西 → 井原バスセンター → 井原駅
    - 全便が嫁いらず観音線または馬越恭平線との直通便となる。いばらサンサン交流館は平日・土曜の一部便のみ経由。
- 嫁いらず観音線
  - 井原駅 → 市民体育館 → 嫁いらず観音 → 子守唄の里高屋駅 → 匠住宅 → スターハイツ → 宮の端 → 山王口 → 井原駅
    - 平日・土曜13:55・日曜11:55以前の便は井原市街地循環便 → 嫁いらず観音線の直通便、平日・土曜13:55・日曜11:55以後の便は嫁いらず観音線 → 井原市街地循環便の直通便となる。
- 馬越恭平線
  - 井原駅 → 山王口 → 宮の端 → 県主小学校 → 木之子中学校 → 早雲の里荏原駅 → 田中生誕地 → 興譲館入口 → 七日市 → 井原駅
    - 12:00以前の便は井原市街地循環便 → 馬越恭平線の直通便、12:00以後の便は馬越恭平線 → 井原市街地循環便の直通便となる。
- 北条早雲線
  - 井原駅 → 七日市 → 興譲館入口 → 田中生誕地 → 早雲の里荏原駅 → 荏原小学校 → 法泉寺 → 興譲館高校 → 井原中学校 → いばらサンサン交流館 → 田中美術館 → 井原駅
- 野上線
  - 井原駅 → 田中美術館 → 市民病院前 → 井原高入口 → いばらサンサン交流館 → 井原中学校 → 興譲館高校 → 法泉寺 → 黒木公民館 → 細見 → 青野校前 → 神戸 → 興譲館高校 → 井原中学校 → いばらサンサン交流館 → 井原高入口 → 市民病院前 → 井原バスセンター → 田中美術館 → 井原駅
    - 月曜日・木曜日のみ運行。
- ぶどうの里線
  - 井原駅 → 田中美術館 → 市民病院前 → 井原高入口 → いばらサンサン交流館 → 井原中学校 → 寺戸 → 正覚院 → 稗原 → 青野校前 → 寺戸 → 興譲館高校 → 井原中学校 → いばらサンサン交流館 → 井原高入口 → 市民病院前 → 井原バスセンター → 田中美術館 → 井原駅
    - 火曜日・金曜日のみ運行。
- 子守唄の里線
  - 井原駅 → JA岡山西 → いばらサンサン交流館 → 井原高入口 → 市民病院前 → 市役所前 → 市民体育館 → 嫁いらず観音 → 子守唄の里高屋駅 → 高屋小学校 → 子守唄の里高屋駅 → 嫁いらず観音 → 山王 → 山王口 → 市役所前 → 市民病院前 → 井原高入口 → いばらサンサン交流館 → JA岡山西 → 井原バスセンター → 井原駅
    - 水曜日・土曜日のみ運行。

### 芳井地区
スクールバスの間合い運用であるため、運休となる場合がある。
- 天神峡線
  - 芳井マーケット → 芳井支所 → 天神 → 郷 → 本池谷 → 赤迫 → 美園 → 井ノ頭 → 戎橋 → 芳井マーケット → 芳井支所
    - 月曜日・水曜日・木曜日のみ運行（ただし祝日は運休）。
- ごんぼう村線
  - 芳井マーケット - 芳井支所 - 芳明橋 - 石田 - 加谷 - 八日市 - 石田 - 明治
    - 火曜日・金曜日のみ運行（ただし祝日は運休）。

### 美星地区
美星地区は全便土曜日・日曜日・祝日運休。スクールバスの間合い運用であるため、運休となる場合がある。
- 黒木・星田線
  - 美星支所前 → 美星診療所前 → 美星産直プラザ → 美星診療所前 → 木野山 → 百町 → 黒木公民館 → 百町 → 西星田公民館 → 八日市 → 平松 → 美星産直プラザ → 美星診療所前 → 美星支所前
- 黒萩・八日市線
  - 美星産直プラザ → 美星診療所前 → 美星支所前 → 下田 → 黒萩 → 城平 → 八日市 → 加谷 → 城平 → 向組 → 美星産直プラザ → 美星診療所前 → 美星支所前
- 鬼ヶ嶽線
  - 美星産直プラザ → 美星診療所前 → 美星支所前 → 烏頭中 → 鬼ヶ嶽入口 → 宇戸谷下 → 美星支所前 → 美星診療所前 → 美星産直プラザ

## 美星町営バス

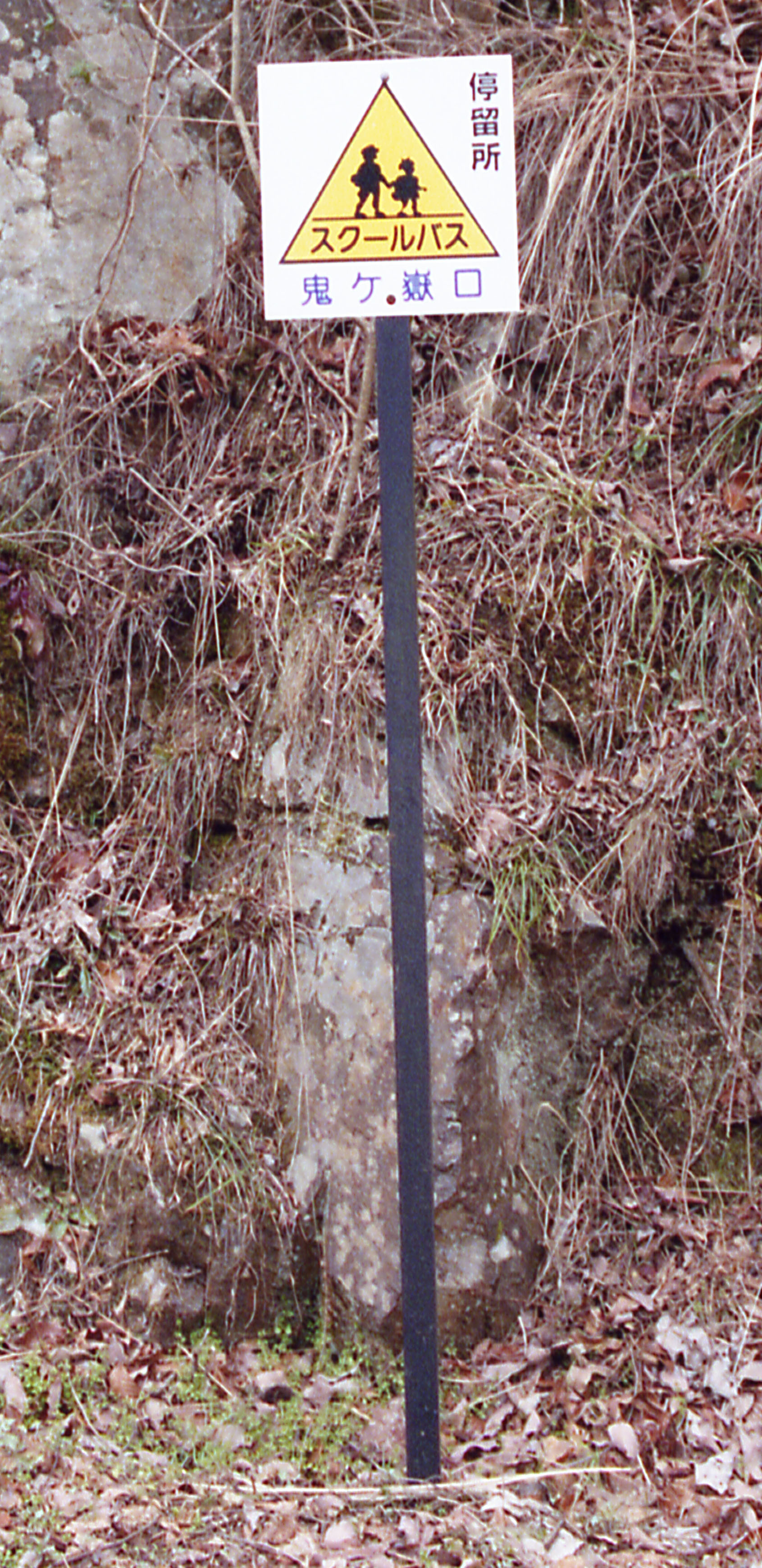
美星町営バス当時のバス停

美星町営バスは美星町が運行していた自治体バスで、1972年4月、美星町立美星小学校への統合に伴い運行開始した。道路運送法の規定に基づく自家用バスによる有償運送での運行であった。スクールバスに一般の乗客も乗るスクールバス混乗方式であった。
- 町内循環ダイヤの3系統のほか、スクールバスとして登校ダイヤ8系統、下校ダイヤ4系統、特別下校ダイヤ4系統があった。
- 土曜・日曜・祝祭日、年末年始（12月29日 - 1月3日）は運休。
- 運賃は1乗車につき、大人110円、小人30円均一。

## 参考資料
- 井原地域合併協議会「協議第19号　路線バス確保対策の取扱いについて」
- 『岡山県 美星町史 通説編』